# Beltrami
Beltrami és una població dels Estats Units a l'estat de Minnesota. Segons el cens del 2000 tenia 101 habitants.

## Demografia
Segons el cens del 2000, Beltrami tenia 101 habitants, 44 habitatges, i 31 famílies. La densitat de població era de 19,4 habitants per km².
Dels 44 habitatges en un 34,1% hi vivien nens de menys de 18 anys, en un 59,1% hi vivien parelles casades, en un 6,8% dones solteres, i en un 29,5% no eren unitats familiars. En el 27,3% dels habitatges hi vivien persones soles el 13,6% de les quals corresponia a persones de 65 anys o més que vivien soles. El nombre mitjà de persones vivint en cada habitatge era de 2,3 i el nombre mitjà de persones que vivien en cada família era de 2,74.
Per edats la població es repartia de la següent manera: un 24,8% tenia menys de 18 anys, un 3% entre 18 i 24, un 25,7% entre 25 i 44, un 23,8% de 45 a 60 i un 22,8% 65 anys o més.
L'edat mediana era de 44 anys. Per cada 100 dones de 18 o més anys hi havia 85,4 homes.
La renda mediana per habitatge era de 30.833 $ i la renda mediana per família de 31.250 $. Els homes tenien una renda mediana de 31.250 $ mentre que les dones 13.750 $. La renda per capita de la població era de 14.928 $. Entorn del 6,7% de les famílies i el 10,2% de la població estaven per davall del llindar de pobresa.

## Poblacions més properes
El següent diagrama mostra les poblacions més properes.